# Kristóf Szabó
Kristóf Szabó (* 1968 in Budapest) ist ein Mixed-Media-Künstler, Regisseur und Choreograf.

## Leben
Der Regisseur und Choreograf lebt seit 1980 in Deutschland. Er machte in Bayern das Abitur und schloss 1996 das Studium in Theater-, Film- und Fernsehwissenschaft, Psychologie, Pädagogik, an der  Universität zu Köln ab.
In den Jahren 1996 bis 2008 tätig im Bereich Bildende Kunst (Foto, Video, Performance) mit Einzelausstellung in Budapest, Gruppenausstellungen/Aktionen in Bonn, Budapest, Esztergom (HU), München (Galerie TUMULKA) und  Lüttich. In dieser Zeit war er u. a. Gründungsmitglied der neo-surrealistischen Künstlergruppe  ANTLOGONIS (1999), die er nach einem Jahr verließ.
Neben seiner Übersetzertätigkeit für u. a.  für N. Helminger publizierte Szabó in den Jahren 2003 und 2004 zwei belletristische Werke in ungarischer Sprache unter dem Pseudonym Babó Titti Kristóf.
Seit 2007 agiert Kristóf Szabó als Regisseur und Choreograf mit eigenen Inszenierungen europaweit von Köln und Budapest aus. Er ist Gründer und Leiter des  F.A.C.E Mixed Media Ensembles in Köln und führt mit Stammensemble und Gastschauspielern und -tänzern spartenübergreifende Stücke auf, die sich eindrucksvoller Technik- und Medienmischungen bedienen. Hierüber prägte sich der Begriff Mixed-Media.
Seit 2011 ist Szabó Mitglied des freien Kölner Tanzzentrums Barnescrossing – Freiraum für TanzPerformanceKunst Köln und hier seit 2012 künstlerischer Leiter des internationalen Festivals des zeitgenössischen Tanzes SoloDuo NRW + Friends.

### Film

#### 2007
Pszt! (2007) Regie: Kristóf Szabó (10 Min)
Screenings:
- III. Internationales Tanzfilmfestival (EDIT) Budapest 2007 (Uraufführung)
- XVI. Internationales Tanzfilmfestival Neapel (IL COREOGRAFO ELETTRONICO) 2008
- Special mention der Jury: „For the strict essentiality of the language and the quality of the dance“.
- IV. Internationales Tanzfilmfestival Rio de Janeiro (DANCA EM FOCO) 2008
- III. Internationales Tanzfilmfestival Mailand (ESPRESSIONI) 2010
- I. Internationales Tanzfilmfestival Palma de Mallorca (PALMA AMB LA DANSA) 2013
- II. Hungarian Dance Festival Berlin (Dock 11) 2015

#### 2008
DisKrimiNation (Zwölf Reportagen zur Diskriminierung)  Regie: Kristóf Szabó
Video-Reportagen
Screenings: u. a. 4. August 2008, Tüzraktér, Budapest
Im Rahmen der Ausstellung MADE, Hungary, welche im Rahmen der internationalen Tage gegen Diskriminierung mit der Beteiligung von 34 Ländern stattfand.

### Kunstvideo

#### 2006
L´eau
Regie Kristóf Szabó | Video (10 Minuten)
Im Rahmen von: Heterotopies I – Künstleraustausch unter den Städten: Pécs, Budapest und Lyon im Kulturraum Friche, Lyon.
Produktion: ABI/ABO Lyon

#### 2007
Die sieben Todsünden
Regie Kristóf Szabó | Video (15 Min)
Im Rahmen der Produktion: MUCIUS SCAEVOLA Brand-Hand, u. a. 22. Juni 2007, Arkadas Theater – Bühne der Kulturen, Köln
Maibäume in Rot
Regie Kristóf Szabó | Video (10 Minuten)
Im Rahmen der Produktion: MUCIUS SCAEVOLA Brand-Hand, u. a. 22. Juni 2007, Arkadas Theater – Bühne der Kulturen, Köln

#### 2008
Buddhapest I (wahre und unwahre Biographien) Regie Kristó Szabó
Fiktive Video-Reportage (30 Min)
Screenings:   Galerie: Support Your Local Artist, Bonn; 10. August 2007
Im Rahmen der Gruppenausstellung: B2B – Künstler aus Bonn und Budapest, Kurator: Zoltán Balla (H), Florian Teichmann (D)

### Tanztheater, Theatertanz, Theater

#### 2007
Mucius Scaevola
Crossover: Theater, Tanz, integrierte Kurzfilme
Text: Kristóf Szabó, dt. EA in Köln, Bühne der Kulturen 2007, Video: Tóbiás Terebessy, Collagen, Regie: Kristóf Szabó

#### 2008
Warlords
Crossover: Theater, Tanz, integrierte Videos, Graphik
Text: Kristóf Szabó, UA in Köln, Bühne der Kulturen 2008, Video: Marion Kellmann, Grafik: Julia Seidensticker, Regie: Kristóf Szabó
Der flüchtige Stern – mit einem Gedicht von Pierre Reverdy
Site-Specific: Theater, Tanz, integrierte Videos
U. a. in Budapest, im Párbeszéd Háza (Kapelle und Dolmetschersaal), weitere Aufführungen beim ATP-Festival (Beste Produktionen des Jahres 2008 der alternativen Tanz & Theaterszene von Budapest im Thália Theater Budapest, Text: Pierre Reverdy, Video: Zoltán Balla, Tanz: Andrea Nagy, Sounddesign: Francesco Tornabene, Choreographie-Regie: Kristóf Szabó)

#### 2009/2010
Glück oder Sisyphos der Seher versus Ego Tyrannos
Crossover: Theater, Tanz, integrierte Animationsfilme, Grafik
Text: Kristóf Szabó, UA in Köln, Bühne der Kulturen 2009, Tanz, Co-Choreographie: János Boda, elektronische Musik: Jules Desgoutte, Animation: Ivó Kovács, Grafik, Choreographie-Regie: Kristóf Szabó; Fotos Mike Kleinen
Licht – mit Gedichten von Johannes Bobrowski und Ingeborg Bachmann
Crossover: Theater, Tanz, integrierte Animationsfilme
Text: Kristóf Szabó, Johannes Bobrowski, Ingeborg Bachmann, UA in Köln, Orangerie – Theater im Volksgarten 2009, Animationsfilm: Ivó Kovács und László Zsolt Bordos, Choreografie-Regie: K. Szabó

#### 2010
(567) C.O.O.L. – nach einer Kurzgeschichte von Ervin Lázár (Kristóf Szabó & Gyula Berger)
Foto Kristóf Szabó
Crossover: Tanztheater, integriere Animationsfilme
Text: Kristóf Szabó, UA in Budapest, Bakelit Art Center und in Köln, Bühne der Kulturen 2010, Choreografie: Gyula Berger, Animationsfilm: Ivó Kovács, Zeichnungen, Co-Choreografie-Regie: Kristóf Szabó
Iswadi Pratama (Indonesien): NOSTALGIE EINER STADT (Kristóf Szabó & Gyula Berger)
Crossover: Theater, Tanz, integrierte Animationsfilme
Text: Iswadi Pratama, UA in Köln, Orangerie – Theater im Volksgarten 2010, Co-Choreografie: Gyula Berger, Video: Ivó Kovács, Choreografie-Regie: Kristóf Szabó

#### 2011
Kristóf Szabó: DEEP BREATH – mit Gedichten von Johannes Bobrowski und Ingeborg Bachmann
Crossover: Tanztheater, integrierte Animationsfilme
Text: Ingeborg Bachmann, Johannes Bobrowski, UA in Köln, Barnes Crossing – Choreographen-Netzwerk, Februar 2011 Animationsfilme: Ivó Kovács, Choreographie-Regie: Kristóf Szabó
Kristóf Szabó: DER MOMENT - DIE GEOMETRIE DER KÖPFE
TheaterTanz mit mobilen Bühnenbild-Skulpturen
Text: Kristóf Szabó, Butoh-Tanz: Gwendolin Gemmrich, Komposition: Cem Güney, UA in Köln, Orangerie – Theater im Volksgarten 2011, Bühnenbild-Skulpturen, Choreografie-Regie: Kristóf Szabó

#### 2012
LICHT-TRILOGIE – mit Gedichten von Johannes Bobrowski, Ingeborg Bachmann, Fernando Pessoa
Site-Specific: Theater, Tanz, integrierte Animationsfilme, integrierte Mapping-Animation, Skulpturen, Installation
UA im Rautenstrauch-Joest-Museum in Köln
TEIL 1 LICHT  Text: K. Szabó, Johannes Bobrowski, Ingeborg Bachmann, Animationsfilme: Ivó Kovács und László Zsolt Bordos
TEIL 2 DEEP BREATH  Text: Johannes Bobrowski, Ingeborg Bachmann, Animationsfilm: Ivó Kovács
TEIL 3/a
UNDERWORLD Text: Fernando Pessoa, Skulpturen, Installation: Dr. Christian Bauer
TEIL 3/b
LICHT III (UA) Text: Kristóf Szabó, Mapping-Animation: Ivó Kovács & László Zsolt Bordos
WICCA (L´AMOUR FOU – HIRSCH DER NACHT) – mit Gedichten von André Breton, J.-Paul Jouve, Joyce Mansour
TheaterTanz
Text: André Breton, J.-P. Jouve, Joyce Mansour | UA bei BARNES CROSSING Köln 2012, Choreographie-Regie: Kristóf Szabó
PHILOKTET
TheaterTanz mit improvisiertem Gesang (live), integriertes Video
Text: Kristóf Szabó, Video: Ivó Kovács, Gesang (live): Brigitte Küpper, Tanz: Mack Kubicki, Kathrin Blume-Wankelmuth, UA in Köln, Barnes Crossing 2012, Choreografie-Regie: Kristóf Szabó

#### 2013
PROTEST
Text: Václav Havel
Theater, Site-Specific mit integrierter Decken-Skulptur
STANEK: Ursula Wüsthof, VANEK: Thomas Krutmann, Decken-Skulptur: Evangelos Papadopoulos,Fotos: Mike Kleinen, Premiere in Köln, Kunsthaus Rhenania, Aufführungen im Hochbunker Köln-Mülheim, Regie Kristóf Szabó

#### 2014
GRAVITYLove – nachGedichten von Yvan Goll
TheaterTanz mit Live-Musik (Piano & electro)
Tanz/Performance: Catalina Carrasco, Performance/Musik live: Jules Desgoutte, UA in Köln, Barnes Crossing 2014, Choreografie C. Carrasco & K. Szabó, Regie: Kristóf Szabó
Georg Kaiser: GAS II
Site-Specific: Theater, Tanz, Performance, integrierte Animationsfilme, improvisierte Musik (live) Bläser und A-Capella
Im Hochbunker Köln-Ehrenfeld, ERSTE GELB- & BLAUFIGUR: Ursula Wüsthof, GROSSINGENIEUR: Thomas Krutmann, MILLIARDÄRARBEITER Alexander Küpper, Animationsfilme & Videos: Ivó Kovács, Choreografie: K. Szabó mit den Tänzern: Hannah Platzer, Photini Meletiadis, Volker Wurth, Dwayne Holliday, Performances: Cecilia Szabó, Lale Konuk, Detlef Heiler, Silke Schmitz, Lara Roth, Nina Karimy, Svenja Jerg, Regie: Kristóf Szabó

#### 2015
PHOTONMOVES | HEAVEN & HELL – WE ARE SEARCHING FOR WEAPONS THAT MIGHT DESTROY PEOPLE | DEATH IS EVERYWHERE
TheaterTanz mit mobilen Spiel-Objekten, elektronische Musik, Lyrik
Tanz: Hannah Platzer, Yuta Hamaguchi, Kathrin-Blume-Wankelmuth, UA in Köln, Barnes Crossing, 2015, Spiel-Objekte, Choreografie-Regie: Kristóf Szabó
LOUIS XIV. IS NOT DEAD! nach A. Gryphius und D.C. von Lohenstein (Text collagiert von Kristóf Szabó)
Parcour-Theater mit integriertem Video-Art, Performance und Tanz
Video-Art: Ivó Kovács, Tanz: Christine Kättner und Volker Wurth, Darsteller_innen: Theresia Erfort, Thomas Krutmann, Alexander Küpper, Bärbel Nolden, Ursula Wüsthof, Ivan Zilli Musik: Jules Desgoutte, Quellentexte: A. Gryphius und D.C. von Lohenstein, Spiel-Text, Choreografie-Regie: Kristóf Szabó

#### 2016
LMN | Light | Motion | Nature – homage to László Moholy-Nagy
Tanztheater Lichtinstallation, Video-Art UA im Rahmen des Bauhausfests in Dessau
Video-Art Ivó Kovács, Tanz: Karolina Tóth, Text: Weöres Sándor, Licht, Regie-Choreografie: Kristóf Szabó
ANTIGONE - Walter Hasenclever nach Sophokles
Mixed Media Theater
Darsteller*: Dimitri Tellis, Ursula Wüsthof, Lena Urig, Maximilian von Mühlen, Felix von Einem, Sendy Muhongerwa, Thomas Krutmann, Darstellerin + Gesang: Céline Oberloher, Tanz + Theater: Kathrin Blume-Wankelmuth, Ivan Zilli, Tanz: José Sánchez, Antonio Delgado Pimentel, Video-Art Ivó Kovács, Figurinen Bärbel Nolden, Regie Kristóf Szabó
COMING (OUT) FROM THE DARK DRAG-QUEEN P.P.PASOLINI
TheaterTanz mit einer Skulptur und Video-Mapping
Tanz: José Sánchez, Skulptur: Mike Kleinen, Video-Art & Mapping Ivó Kovács, UA in Köln, Barnes Crossing, 9. Dezember 2016, Regie: Kristóf Szabó

#### 2017
Die Jungfrau von Orleans – HIMMEL HÖLLE UFERMASCHINE # 2, Normalfassung und Langfassung (3 Stunden),  Visual Performing Arts Ensemble, Kölner Orangerie im Volksgarten

2018
GEHRNE.AVATARE - HÖLLE HOFFNUNG UFERMASCHINE # 3
Intermediale performative Installation
Performer*: Theresia Erfort, Thomas Krutmann, Adrián Castelló | Text Gottfried Benn - K. Szabó|Projection-Art Ivó Kovács|Regie Kristóf Szabó
2019
BORDERS.BIRDS
Performer: Erik Constantin, Adrián Castelló | Text Kristóf Szabó | Projection-Art Ivó Kovács | Regie-Choreografie Kristóf Szabó
Der falsche Tiger und das Glück
Intermediales Theater für Kinder und Erwachsene ab 6
Performer: Eva Marianne Kraiss, Adrián Castelló, Theresia Erfort | Text Kristóf Szabó | Choreografie Adrián Castelló - Kristóf Szabó | Regie: Kristóf Szabó
Euripides MEDEA
(Fassung Kristóf Szabó) (70 Minuten)
Intermediale performative Installation
Performerin: Johanna May | Projection-Art Ivó Kovács | Regie-Choreografie Kristóf Szabó
KAIN meets LUZIFER
Lord Byron (Fassung „Kain“ von Kristóf Szabó) (75 Minuten)
Intermediale Theater-Performance
Performer: Kathrin Blume-Wankelmuth, Maximilian von Mühlen, Boschinawa, Julia Karl | Text Lord Byron, Zitate Maxim Gorki, neue Szenen Kristóf Szabó | shibari BoschiNawa | Projection-Art Ivó Kovács | Regie-Choreografie Kristóf Szabó

2020
HAIRY
Intermediales Tanztheater
Performer: Adrián Castelló, Laura L. Witzleben | Text Kristóf Szabó | Projection-Art Ivó Kovács | Regie-Choreografie Kristóf Szabó

PROMETHEISCHE KULTUR
Intermediale Musik-Theater Performance
Performer: Natalia Voskoboynikova, Maximilian von Mühlen, Boshi Nawa, La Caminante, Zweitbesetzung: Regina | Text Aischylos, Marinetti, P.S.Shelley, Kristóf Szabó | Kostüm: Emese Kasza | Audio-Art József Iszlai | Video- & Projection-Art Ivó Kovács | | Regie-Choreografie Kristóf Szabó
Nominiert für den Kölner Theaterpreis 2020

2021
VENEDIG VENEDIG
(Venice Venice)
Intermediale Tanzperformance
Performer: Sara Escribano Maenza, Joy Kammin, Waithera Schreyeck Boshi Nawa, Lenah Flaig | Text Kristóf Szabó | Bühnenbild Boshi Nawa | Video- & Projection-Art Ivó Kovács | | Regie-Choreografie Kristóf Szabó